# Losseni Fofana
Pour les articles homonymes, voir Fofana.
Losseni Fofana est un militaire ivoirien devenu l'un des comzones des Forces nouvelles, ces chefs de guerre rebelles contrôlant le nord de la Côte d'Ivoire durant la guerre civile.
Losseni Fofana (« Loss ») a appartenu à la Force d’intervention rapide para-commando (Firpac), classe 93/2A.
Plus connu sous le nom de « Cobra », il est devenu l’un des hommes forts de la rébellion avec la conquête après de durs combats de l’Ouest ivoirien tenu par des miliciens pro-Gbagbo et des mercenaires libériens. Il est devenu le commandant de la zone 6 de Man, qui couvre la région Région des Dix-Huit Montagnes, une zone réputée difficile en raison de sa position frontalière de la Guinée et du Liberia.
Après le dénouement de la crise, en 2011, il est nommé en récompense à la tête du Bataillon de sécurisation de l’Ouest (BSO).
Avec une vingtaine d'autre chefs de guerre, il a cependant été inculpé par la justice ivoirienne, a priori pour avoir commandité l’offensive de Duékoué (centre) qui a provoqué la mort de 816 personnes, et plusieurs charniers